# 維吉尼亞州第五十七步兵團
維吉尼亞州第五十七步兵團（英語：57th Virginia Infantry Regiment）是Kanawha軍團中的一個步兵團，成立於1861年9月25日。早期，其指揮為路易斯·亞米斯德，後來晉升為准將指揮一個軍旅，以後，第五十七步兵團的指揮由Magruder上校擔任。1863年7月，兩人都於蓋茨堡戰役陣亡。第五十七步兵團的最後一位指揮是Clement R. Fontaine。